# Astilbe macroflora
Astilbe macroflora là một loài thực vật có hoa trong họ Saxifragaceae. Loài này được Hayata miêu tả khoa học đầu tiên năm 1908.